# Lethrinus haematopterus
Lethrinus haematopterus är en fiskart som beskrevs av Temminck och Schlegel, 1844. Lethrinus haematopterus ingår i släktet Lethrinus och familjen Lethrinidae. Inga underarter finns listade i Catalogue of Life.